# Plain City (Utah)
Plain City – miasto w Stanach Zjednoczonych, w stanie Utah, w hrabstwie Weber.